# Евлево (Татарстан)
 Евлево  — деревня в Тукаевском районе Татарстана. Входит в состав Бурдинского сельского поселения.

## География
Находится в северо-восточной части Татарстана на расстоянии приблизительно 15 км на юг от районного центра города Набережные Челны у речки Бурдинка.

## История
Известна с 1678 года, упоминалась также как Ейлева, Явли, Яйлева. В начале XVIII века была сожжена во время набега башкир. До 1860-х гг. жители относились к категории государственных крестьян. Занимались земледелием, разведением скота, пчеловодством, шерстобитным, лесопильным, портняжным, кузнечным промыслами. В начале XX в. в Евлево функционировали часовня, водяная мельница, школа Министерства народного просвещения. Относится к населенным пунктам с кряшенским населением.

## Население
Постоянных жителей было: в 1859—322, в 1870—424, в 1884—533, в 1897—607, в 1920—822, в 1926—622, в 1938—649, в 1949—474, в 1958—359, в 1970—358, в 1979—253, в 1989—135, 106 в 2002 году (татары 55 %, кряшены 42 %, фактически кряшены преобладают), 107 в 2010.

## Культура
В настоящее время функционирует часовня.